# Hamza Al-Sid Cheikh
Hamza Al-Sid Cheikh (en arabe : آل سيد الشيخ حمزة), né le 16 avril 1983 à Metlili dans la wilaya de Ghardaïa, est un homme politique algérien.

## Biographie

### Études
- Baccalauréat en sciences naturelles 2002.
- Ingénieur d'État à l'environnement et à l'océan 2007.
- Certificat d'observateur en prévention, sécurité et environnement 2011.
- Ingénieur d'État en biologie 2012.

### Carrière
- Directeur général des Rencontres internationales de la Méthode Cheikhs en Algérie depuis 2017.
- Président du comité d'Etat pour les institutions classées depuis 2013 pour la wilaya de Ghardaïa.
- Président du comité d'État chargé de surveiller les sacs en plastique depuis 2014 pour la wilaya de Ghardaïa.
- Ingénieur d'État à l'environnement à la direction de l'environnement de 2009 à 2014.
- Ingénieur d'État en environnement au Bureau des études techniques en 2012 dans la wilaya de Ghardaïa.
- Président du comité pour la protection des antiquités et des valeurs de reconstruction de la commune de Metlili depuis 2017.
- Président du Comité pour la protection de l'ancien palais de la commune de Metlili depuis 2017.
- Vice-président du Conseil populaire municipal, Metlili, depuis 2017.
- Président de la commission des affaires sociales, culturelles et sportives de la commune de Metlili depuis 2017.
- Président du comité d'hygiène de la commune de Metlili en 2019.
- Responsable du comité d'exploitation de la commune de Metlili, depuis 2017.
- Président du comité d'éducation depuis 2019.
- Président du Comité national des partis et des jours fériés depuis 2019.
- Membre du conseil d'administration de la direction de la santé de la wilaya de Ghardaïa.
- Président de la Commission de la formation, du placement et des relations avec les employeurs depuis 2018.
- Chef de l'équipe d'enquête sociale prête serment depuis 2019.
- Ministre délégué à l'Environnement saharien depuis le 2 janvier 2020.